# Ерик Кармен
Ерик Кармен (на английски: Eric Carmen) е американски певец, автор на песни и мултиинструменталист. Той е водещ вокалист на „Разпберис“, с която записва хита Go All the Way и четири албума. Ерик Кармен започва самостоятелна кариера през 1975 г. и постига световен успех с All by Myself, Never Gonna Fall in Love Again, She Did It, Hungry Eyes и Make Me Lose Control. В по-късните си години той прави турне с „Ринго Стар енд Хис Ол-Стар Бенд“, преди да реформира „Разпберис“ през 2004 г.
От семейство на руски еврейски имигранти, Ерик Кармен е роден на 11 август 1949 г. в Кливланд, Охайо, Съединени американски щати и израства в Линдхърст, Охайо. Занимава се с музика от ранна детска възраст. До двегодишна възраст той забавлява родителите си с изпълнения от Джими Дуранте и Джони Рей. На тригодишна възраст участва в програмата „Далкроз Юритмикс“ в Музикалния институт в Кливланд.

## Самостоятелна кариера
Първите два самостоятелни сингъла на Ерик Кармен са хитове в класациите през 1976 г. И двете песни са изградени около теми от Сергей Рахманинов. Първият от тези сингли, All by Myself – базиран на Концерт за пиано № 2 на Рахманинов – достига до № 2 в Съединените американски щати и № 12 в Обединеното кралство. Продадени са над един милион копия от песента и е наградена със „златен“ диск от Асоциацията на звукозаписната индустрия в Америка през април 1976 г.
През 1985 г. Ерик Кармен отново работи с „Гифън Рекърдс“ и издава втори едноименен албум, съдържащ хита I Wanna Hear It from Your Lips. Сингълът влиза в Топ 10 в „Адълт Контемпорари“, както и „Поп Топ 40“. Следващият сингъл, I'm Through with Love, влиза в „Билборд Хот 100“ и достига топ 20 в класацията „Адълт Контемпорари“. През 1987 г. приносът на Ерик Кармен към хитовия филм „Мръсни танци“, Hungry Eyes, достига № 2 в класацията „Адълт Контемпорари“ и го връща в топ 10 сред поп изпълнителите. Reason to Try, допълнителен принос към компилацията One Moment in Time с песни, записани за летните олимпийски игри в Сеул през 1988 г., поддържа профила на Ерик Кармен висок през 1988 г., по време на който носталгичната Make Me Lose Control достига до № 1 в класацията „Адълт Контемпорари“, където остава три поредни седмици, както и № 3 в „Билборд Хот 100“.

## Личен живот
Ерик Кармен има три сключени брака. Първо за Марси Хил от 1978 г. до 1979 г., след това за Сюзън Браун, от която има две деца, от 1993 до 2009 г. и бившата водеща на новини Ейми Мърфи от 2016 г. до смъртта му през 2024 г. Той се премества от Лос Анджелис обратно в Гейтс Милс в североизточен Охайо през 90-те години на 20-и век. На 11 март 2024 г. съпругата на Кармен Ейми обявява, че той е починал в съня си през предишния уикенд, като не е посочена причина за неговата смърт.